# St. Catharines
St. Catharines – miasto w Kanadzie, w prowincji Ontario, w regionie Niagara. Centrum gospodarcze i kulturalne regionu.
Powierzchnia St. Catharines to 96,11 km².
Według danych spisu powszechnego z roku 2006 St. Catharines liczy 131 989 mieszkańców (1373,3 os./km²).
Pierwsza osada Europejczyków założona została przez Lojalistów około 1780 r. Pierwszy sklep został założony w 1783 r., a młyn – w 1786 r. Nazwa „St. Catharines” po raz pierwszy pojawiła się w 1808 r., przez pewien okres była ona zapisywana jako „St. Catherines”. W 1829 r. ukończono budowę Kanału Wellandzkiego. Prawa miejscowości zostały nadane w 1845 r., a miejskie w 1876 r.
W przeszłości ważny port na jeziorze Ontario jako północne wejście do Kanału Wellandzkiego. Później siedziba przemysłu, aż do lat 90. XX wieku największym pracodawcą w mieście był koncern General Motors. Obecnie gospodarka staje się coraz bardziej usługowa. Przez miasto przechodzi jedno z połączeń sieci szkieletowej pomiędzy Kanadą a Stanami Zjednoczonymi. Z tego powodu znajduje się tu dużo call centers – biur obsługi klienta.
W mieście działa Brock University.
Przez miasto przechodzą autostrady QEW i 406.

## Współpraca
- Port-of-Spain, Trynidad i Tobago

## Religia
- Parafia Matki Bożej Nieustającej Pomocy w St. Catharines

## Sport
- Niagara IceDogs – klub hokejowy

## Osoby pochodzące z St. Catharines
- Neil Peart, perkusista grupy Rush
- Linda Evangelista, modelka
- Bryan McCabe, hokeista
- Kevin Dallman, hokeista
- Clay Wilson, hokeista